# Distretto di al-Turayf ad al-Dirʿiyya
Il distretto di al-Ṭurayf ad al-Dirʿiyya è un distretto saudita situato su un altopiano calcareo nel wadi presso l'oasi di al-Dirʿiyya, cittadina localizzata nella periferia nord-occidentale di Riad, la capitale della Arabia Saudita. Dal 2011 il distretto è stato inserito nell'elenco dei patrimoni dell'umanità dell'UNESCO.

## Storia
Fondata nel XV secolo, come testimoniato dallo stile architettonico Najd, specifico del centro della penisola arabica, la cittadella di al-Ṭurayf divenne tra la fine del XVIII secolo e l'inizio del XIX il centro del potere temporale della casa degli Āl Saʿūd e della diffusione della riforma wahhabita.

## Monumenti e luoghi di interesse
Le rovine dei palazzi di al-Turayf sono costruite in argilla, tranne che per i pilastri di pietra, e presentano una insolita grazia e delicatezza ornamentale nella regione del Najd. Vicino all'angolo nord-occidentale delle mura si trova il punto più alto del borgo, la cittadella nota come al-Darisha, a cui si accede tramite una rampa chiamata Darb Faysal in onore di Faysal ibn Sa'ud, uno dei capitani a guardia della città durante l'assedio di Ibrāhīm Pascià d'Egitto nel 1818.
Il palazzo più imponente tuttora esistente è il Maqsurat Umar, sito sull'orlo della scogliera settentrionale. Nelle vicinanze si trova la moschea-cattedrale dove nel 1803 venne ucciso 'Abd al-'Aziz ibn Muhammad ibn Sa'ud.